# Rumford (condado de Oxford)
Rumford es un lugar designado por el censo ubicado en el condado de Oxford en el estado estadounidense de Maine. En el Censo de 2010 tenía una población de 4.218 habitantes y una densidad poblacional de 203,98 personas por km².

## Geografía
Rumford se encuentra ubicado en las coordenadas 44°32′42″N 70°33′37″O / 44.54500, -70.56028. Según la Oficina del Censo de los Estados Unidos, Rumford tiene una superficie total de 20.68 km², de la cual 20.37 km² corresponden a tierra firme y (1.48%) 0.31 km² es agua.

## Demografía
Según el censo de 2010, había 4.218 personas residiendo en Rumford. La densidad de población era de 203,98 hab./km². De los 4.218 habitantes, Rumford estaba compuesto por el 96.99% blancos, el 0.78% eran afroamericanos, el 0.14% eran amerindios, el 0.17% eran asiáticos, el 0% eran isleños del Pacífico, el 0.52% eran de otras razas y el 1.4% pertenecían a dos o más razas. Del total de la población el 1.49% eran hispanos o latinos de cualquier raza.